# Гарзум
Гарзум (нім. Harsum) — громада в Німеччині, розташована в землі Нижня Саксонія. Входить до складу району Гільдесгайм.
Площа — 49,93 км2. Населення становить 11 496 ос. (станом на 31 грудня 2021).